# Lauro Zavala

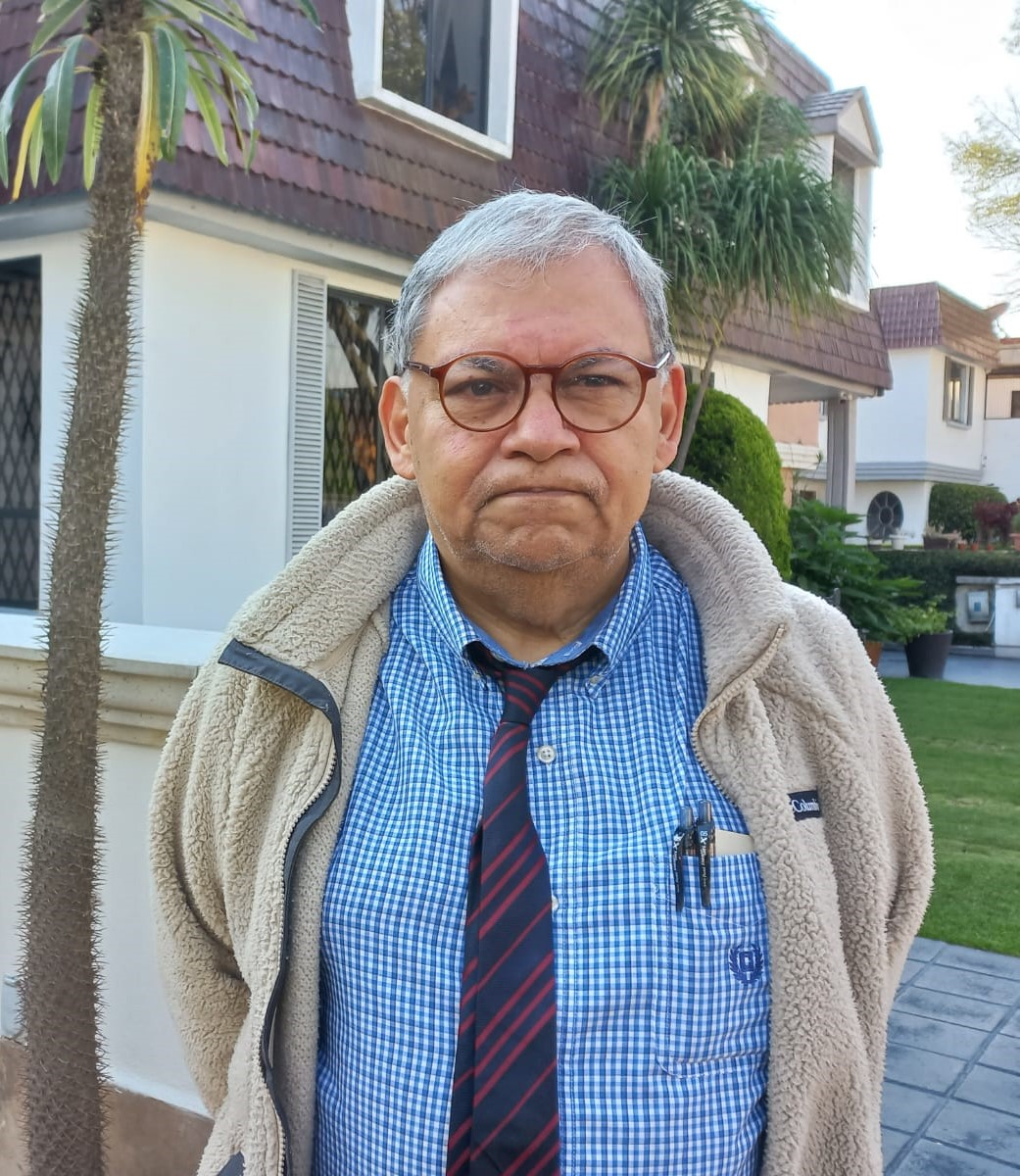

Lauro Zavala (Ciudad de México, 30 de diciembre de 1954) es investigador universitario, conocido por su trabajo en teoría literaria, teoría del cine y semiótica, especialmente en relación con los estudios sobre ironía, metaficción y microrrelato. Desde 1984 trabaja como profesor en la Universidad Autónoma Metropolitana de Xochimilco, donde creó el Área de Análisis Cinematográfico en el Doctorado en Humanidades. Desde el año 2010 es miembro de la Academia Mexicana de Ciencias (AMC) en el área de Humanidades y en 2013 ingresó a la Academia Norteamericana de la Lengua Española.
Creador de un sistema de poco más de 100 modelos para el análisis textual e intertextual que permiten estudiar la llamada traducción intersemiótica. Estos modelos están diseñados para analizar cuentos, novelas, minificciones literarias y audiovisuales, películas de ficción y documentales, así como fotografías, narrativa gráfica y otros productos culturales.
El núcleo de su propuesta es un modelo teórico para el análisis de los componentes formales en diversas formas de narrativa. Esta respuesta al formalismo ruso, la deconstrucción y otras teorías de origen europeo surge del estudio de la literatura hispanoamericana, donde el elemento central no es el desarrollo moral del protagonista, sino la experimentación con el lenguaje.
Su interés por la profesión académica lo ha llevado a elaborar una docena de antologías literarias de carácter didáctico, y a escribir varios libros sobre el trabajo de docencia e investigación, además de crear la revista especializada El Cuento en Red.
Doctor en Literatura Hispánica por El Colegio de México, es autor de una veintena de libros y más de 250 artículos de investigación publicados en Estados Unidos, Inglaterra, España, Francia y otros 15 países. Sus trabajos han sido citados en más de 2500 libros y revistas especializadas. Ha sido invitado a impartir cursos y conferencias en más de 65 universidades y en más de 180 congresos académicos nacionales e internacionales. Hasta la fecha ha dirigido más de 150 tesis universitarias.
La Facultad de Filosofía y Letras de la Universidad Nacional Autónoma de México elaboró un DVD a partir de su libro de texto sobre cine. Su interés por la lexicografía es evidente en su Manual de análisis narrativo, donde propone lo que él llama "jurisprudencia lexical" para casi 500 términos organizados en forma de glosarios. Actualmente es presidente de la Asociación Mexicana de Teoría y Análisis Cinematográfico (SEPANCINE), y desde 2005 organiza cada año el Congreso Internacional de Análisis Cinematográfico.

## Publicaciones

### Análisis cinematográfico
- Material inflamable. Reseñas y crítica de cine (UAM-X, 1989)
- Permanencia voluntaria. El cine y su espectador (UV, 1994) (1998)
- Elementos del discurso cinematográfico (UAM-X, 2003) (2005). Premio al Libro de Texto en la Universidad Autónoma Metropolitana
- La seducción luminosa. Teoría y práctica del análisis cinematográfico (Trillas, 2010) (2013)
- Traducción del inglés y prólogo al libro de Robert Stam: Teoría y práctica de la adaptación (UNAM, 2015)
- Estética y semiótica del cine. Hacia una teoría paradigmática (UNAM, 2023)
- El placer del cine. Conversaciones sobre análisis cinematográfico (UAM-X, 2023)

### Análisis literario
- Paseos por el cuento mexicano contemporáneo (Nueva Imagen, 2004)
- Cartografías del cuento y la minificción (Renacimiento, Sevilla, España, 2005)
- La minificción bajo el microscopio (UNAM, 2006)
- Cómo estudiar el cuento (Trillas, 2009) (2014) (2019)
- La minificción bajo el microscopio II (Simplemente Editores, Chile, 2021)
- Para una teoría de la minificción (Isla Negra, Puerto Rico, 2024)

### Semiótica
- La precisión de la incertidumbre. Posmodernidad, vida cotidiana y escritura (UAEM, 2005)
- Manual de análisis narrativo (Trillas, 2007)
- Ironías de la ficción y la metaficción en cine y literatura (UACM, 2008) (2019)
- Antimanual del museólogo. Hacia una museología de la vida cotidiana (UAM / INAH, 2012)
- Semiótica preliminar. Ensayos y conjeturas (FOEM, 2015)
- Principios de teoría narrativa (UNAM, 2017)
- Para analizar cine y literatura (EBE, Madrid, 2018)
- Semiótica fronteriza (FOEM, 2022)

### La profesión de investigador
- Instrucciones para eliminar a un profesor. Viñetas de la vida académica (Praxis / UABCS, 2008)
- De la investigación al libro. Estudios y crónicas de bibliofilia (UNAM, 2007, 2014). También publicado en formato de libro digital (UNAM, 2015)
- Bibliografía de la investigación en literatura y cine en México, 2001-2014 (UNAM, 2016)
- Pasajero en tránsito. Experiencias infrecuentes de un viajero frecuente (Municipio de Querétaro, 2023)

## Antologías literarias
- Teorías del cuento, Vol. 1: Teorías de los cuentistas (UNAM, 1993) (1997) (2008) (2013)
- Teorías del cuento, Vol. 2. La escritura del cuento (UNAM, 1995) (1997) (2008) (2013)
- Teorías del cuento, Vol. 3. Poéticas de la brevedad (UNAM, 1996) (1997) (2008) (2013)
- Teorías del cuento, Vol. 4: Cuentos sobre el cuento (UNAM, 1998) (2009) (2013)
- Humor e ironía en el cuento mexicano (Asociación de Escritores de Uruguay, 1992, 2 vols.)
- La palabra en juego. El nuevo cuento mexicano (Univ. Aut. Edo. México, 1993)
- Borges múltiple. Cuentos y ensayos de cuentistas (en colaboración con Pablo Brescia, UNAM, 1999)
- Relatos vertiginosos. Antología de cuentos mínimos (Alfaguara Juvenil, 2000). Libro seleccionado en 2001 para la edición especial de la Secretaría de Educación Pública (45,000 ejemplares distribuidos en las bibliotecas y escuelas del país)
- La ciudad escrita. Humor e ironía en el cuento urbano (El Ermitaño, 2000)
- Relatos mexicanos posmodernos. Antología de prosa ultracorta, híbrida y lúdica (Alfaguara Juvenil, 2001). Libro seleccionado en 2004 para la edición especial de la Secretaría de Educación Pública
- El dinosaurio anotado. Edición crítica de 'El dinosaurio' de Augusto Monterroso (Alfaguara Juvenil, 2002)
- La minificción en México: 50 textos breves (UPN, Colombia, 2002)
- Minificción mexicana (UNAM, Antologías Literarias del Siglo XX, 2003)
- Cien años de literatura mexicana, 1914 - 2013 (Conaculta - Ermitaño, 2014). Libro traducido a 4 lenguas indígenas: zapoteco, mixteco, mixe y mixe de Tlahuitoltepec
- Variaciones sobre El Dinosaurio. Con autorización de Augusto Monterroso (Micrópolis, Lima, 2018)
- Teorías del cuento, Vol. 5: Teorías contemporáneas (Lapicero Rojo, Tijuana, 2024)

## Coordinación Editorial
- Towards the Museum of the Future (en colaboración con Roger Miles, Routledge, 1994)
- Lecturas simultáneas. La enseñanza de lengua y literatura con especial atención al cuento ultracorto (Universidad Autónoma Metropolitana - Xochimilco, 1998)
- Reflexiones teóricas sobre cine contemporáneo (Coordinación Editorial de la Administración Pública del Estado de México, 2008)
- Cine y educación: De la teoría a la práctica (Facultad de Filosofía de la Universidad Michoacana de San Nicolás de Hidalgo, 2014)
- Posibilidades del análisis cinematográfico (Fondo Editorial del Estado de México, 2016)
- Ciudad y memoria. Literatura, música y radio en la Ciudad de México (Universidad Autónoma Metropolitana - Xochimilco, 2017)
- Cinema musical na América Latina / El cine musical en América Latina (en colaboración con Guilherme Maia, Ediciones de la Universidad Federal de Bahía, Brasil, 2018)
- Miradas panorámicas al cine mexicano. Teoría, historia y análisis (Universidad Autónoma de Aguascalientes, 2019)
- Los estudios sobre cine en Latinoamérica, 2000-2017 (en colaboración con Johnnier Aristizábal, Bogotá, Universidad Agustiniana, 2020)
- El cine mexicano visto desde México y el extranjero (Universidad Autónoma de Aguascalientes, 2024)

https://libros.uaa.mx/index.php/uaa/catalog/view/239/229/1302
- La minificción va a la Biblioteca. 25 años del Primer Encuentro Internacional de Minificción, 1998-2023 (en colaboración con Laura Elisa Vizcaíno y Ana Orjuela, Lima, Quarks Ediciones Digitales, 2024)

## Trabajo editorial
Director de El Cuento en Red. Revista de Investigación en Teoría y Análisis Literario. Revista semestral en línea publicada por la UAM Xochimilco de 2000 a 2016 (34 números) 

### Teoría y análisis literario
- Libro La minificción bajo el microscopio

- Un modelo para el estudio del cuento    Archivado el 11 de junio de 2007 en Wayback Machine.

- Seis propuestas para un género del tercer milenio: Brevedad, Diversidad, Complicidad, Fractalidad, Fugacidad, Virtualidad

- El cuento ultracorto bajo el microscopio

- El cuento ultracorto: hacia un nuevo canon literario

- Diez razones para olvidar El dinosaurio de Monterroso

- Diez aproximaciones didácticas al Bestiario de Juan José Arreola  Archivado el 11 de junio de 2007 en Wayback Machine.

- La minificción en Arreola y el problema de los géneros: Seis aproximaciones breves

- La experimentación en el cuento mexicano actual

### Teoría y análisis cinematográfico
- El análisis cinematográfico y su diversidad metodológica

- Cine clásico, moderno y posmoderno

- La traducción intersemiótica en el cine de ficción

- Cine y literatura: puentes, analogías y extrapolaciones

- Del cine a la literatura y de la literatura al cine

- Los documentales sobre la vida en los desiertos

- Ética y estética en la narrativa posmoderna: Un modelo axial para cuento y cine

### Otros
- Libro La precisión de la incertidumbre. Posmodernidad, vida cotidiana y escritura

- 28 artículos de Lauro Zavala publicados por la UAM desde 1982 (Biblioteca Digital)   Archivado el 17 de junio de 2009 en Wayback Machine.

- Elementos de análisis intertextual

- En Babelia de El País (Madrid)

- Glosario de términos de ironía narrativa

- La enseñanza universitaria como promoción de la lectura especializada

- La tendencia transdisciplinaria en los estudios culturales

- Lauro Zavala en Barcelona

- Datos: Q6501935
- Multimedia: Lauro Zavala / Q6501935